# Baie de Passamaquoddy
La baie de Passamaquoddy est une baie bordée par le Maine (États-Unis) à l'ouest et le Nouveau-Brunswick (Canada) sur les autres points cardinaux. Elle compte de nombreuses îles, dont l'île Ministers et l'île Deer, côté canadien. La baie communique avec la baie de Fundy par plusieurs passages entre les îles au sud et à l'est. 
Ses principaux affluents sont le fleuve Sainte-Croix, la rivière Digdeguash et la rivière Magaguadavic. La principale ville située sur ses rives est Saint-Andrews dans le Nouveau-Brunswick.

## Vue d’ensemble
La démarcation exacte de la frontière dans la baie Passamaquoddy était un problème de longue date entre les États-Unis et la Grande-Bretagne, puis le Canada. Déjà le traité de Gand, mettant fin à la guerre de 1812, comprenait une disposition pour la désignation d'une commission en vue de répartir les îles de la baie entre les États-Unis et la Grande-Bretagne. Néanmoins, des confusions et des ambiguïtés persistent sur cette question.
Les limites sud de la baie sont parfois confuses puisque l’Île Deer s’écarte des grandes eaux libres de la baie ; cependant, la terminologie du Traité de la baie Passamaquoddy de 1910 précise que la baie s’étend au sud de l’île Treat (l’une des îles qui composent maintenant la ville d’Eastport), entre l’île Campobello au Nouveau-Brunswick et Lubec dans le Maine.
La plus grande ville de la baie Passamaquoddy proprement dite est St. Andrews, au Nouveau-Brunswick, mais les communautés jumelles de Calais-St. Stephen y sont parfois incluses, bien qu’elles soient situées plus en amont sur le fleuve Sainte-Croix. La ville d’Eastport, dans le Maine, se trouve entre la baie Passamaquoddy à l'est et la baie Cobscook à l'ouest. Le passage étroit entre le Maine et l’île Deer est connu sous le nom de passage de l’Ouest. Le passage entre Eastport et Campobello Island, est connu sous le nom de Friar Roads.
Le passage Head Harbour au sud-est de l’île Deer et au nord-ouest de l’île Campobello est l’entrée en eau profonde de la baie. Les gouvernements américain et canadien conviennent que le passage est canadien. Le gouvernement américain estime qu’il s’agit d’une mer territoriale dans laquelle le droit international accorde aux navires commerciaux un droit de passage. Le gouvernement canadien estime qu’il peut réglementer le passage et envisage de le faire pour empêcher l’utilisation par les supertankers transportant des marchandises vers les usines de gaz naturel liquéfié envisagées sur la côte américaine de la baie.

## Source
- (en) Cet article est partiellement ou en totalité issu de l’article de Wikipédia en anglais intitulé « Passamaquoddy Bay » (voir la liste des auteurs).